# Raúl Jiménez
Raúl Alonso Jiménez Rodríguez (* 5. května 1991 Tepeji) je mexický profesionální fotbalista, který hraje na pozici útočníka za anglický klub Fulham FC a za mexický národní tým.
Svou kariéru zahájil v mládežnických týmech Clubu América, ve kterém debutoval v říjnu 2011. V roce 2013 vyhrál svůj první titul s Américou, když vyhráli mexickou Clausuru a byl druhým nejlepším střelcem týmu. V srpnu 2014 se Jiménez připojil k Atléticu Madrid. Po jedné sezóně přestoupil do portugalské Benficy, se kterou získal mimo jiné dva po sobě jdoucí ligové tituly. Během tří let strávených v Portugalsku nastoupil k 120 utkáním a vstřelil 31 branek. V červnu 2018 šel na hostování do Wolverhampton Wanderers, kde byl nejlepším střelcem týmu se 17 góly ve všech soutěžích. Následujícího roku do Wolves přestoupil natrvalo.
Jiménez byl součástí mexického týmu, který získal zlatou medaili na letních olympijských hrách v roce 2012. Jiménez zastupoval svou zemi i na Mistrovství světa 2014 a 2018, na Zlatém poháru CONCACAF 2013 a 2019, na Poháru konfederací FIFA 2013 a 2017, a na Copě América 2015 a 2016.

## Klubová kariéra

### Club América

#### Sezóna 2011/12
Jiménez začal svou kariéru v mládežnickém systému Clubu América, protože byl považován za nadějného mladého útočníka. Dne 9. října 2011 prožil Jiménez svůj profesionální debut během turnaje Apertura proti Monarcas Morelia v zápase, který skončil remízou 1:1. Svůj první gól vstřelil 30. října v zápase proti Pueble, když jej vstřelil ve druhé minutě zápasu. V první sezóně zasáhl do šesti zápasů.
V jarní části sezóny nastoupil až v jejím sedmém zápase. Od té doby nastupoval poměrně pravidelně, objevil se ve dvanácti zápasech a skóroval jednou během Clausury, přičemž América byla vyřazena v semifinále Monterrey.

#### Sezóna 2012/13
Po účasti na letních olympijských hrách s Mexikem a odchodu útočníka číslo jedna, Vicenta Matíase Vuosa, získal Jiménez místo v základní sestavě Américy pro podzimní část sezóny, kde hrál jako druhý útočník spolu s Christianem Benítezem v rozestavení 5–3–2 manažera Miguela Herrery. Dostal také dres s číslem 9, které vyměnil za číslo 47, se kterým debutoval. Jiménez skóroval 15. září při vítězství 2:0 nad Santos Laguna v Estadio Azteca. Jiménez obdržel svou první červenou kartu během vítězství nad San Luis 2:1, což znamenalo, že bude chybět při „El Súper Clásicu“ proti Guadalajara. Dne 3. listopadu vstřelil druhý gól při výhře 4:0 nad Pachucou. 17. listopadu Jiménez skóroval v zápase proti Morelii v druhém zápasu čtvrtfinále. I přes prohru však América postoupila, díky lepšímu celkovému skóre a postoupila do semifinále. América byla v semifinále eliminována Tolucou. Jimenéz odehrál šestnáct zápasů a vstřelil čtyři góly.
Jiménez zahájil turnaj Clausura 2013 jako člen základní jedenáctky v prvních dvou ligových zápasech. 31. března Jiménez skóroval dvě branky při vítězství 2:0 nad Guadalajarou na Estadio Omnilife. Jimenéz dokončil základní fázi jarní sezóny s osmi brankami a v prvním zápase čtvrtfinále v play-off 8. května jediným gólem zápasu zajistil Américe vítězství 1:0 nad Pumas UNAM. V odvetě semifinále proti Monterrey, Jimenéz skóroval z penalty a asistoval Christianovi Benitezovi při druhém gólu. Zápas skončil 2:1 (celkem 4:3), a tak se dostali až do finále proti Cruz Azul. Jiménez hrál v obou zápasech a skóroval v penaltovém rozstřelu, který América nakonec vyhrála, čímž byla korunována ligovými šampiony.

#### Sezóna 2013/14
Dne 3. srpna 2013 Jiménez vstřelil svůj první gól turnaje Apertura ve vítězství 3:0 nad Atlasem. V následujících třech po sobě jdoucích zápasech pokračoval ve výhrách nad Atlante, Pachuca a Morelií, přičemž se při každém zápase trefil, vstřelil tedy čtyři góly v pěti odehraných zápasech. V play-off skóroval v druhém zápasu čtvrtfinále proti Tigresu UANL, který skončil remízou: América postupovala, navzdory celkovému skóre 2:2, díky pravidlu venkovních gólů. América vyhrála semifinálové zápasy proti Toluce a postupovala opět do finále. Tentokrát se jim nepodařilo dosáhnout obhájení poté, co ztratili oba zápasy proti Leónu.
Na turnaji Clausura 2014 vstřelil Jiménez během svých 17 odehraných zápasů 8 gólů. Ve čtvrtfinálovém utkání proti Santos Laguna, vstřelil hattrick v zápase, který skončil 5:3. América však prohrála druhý zápas 1:3 a kvůli pravidlu venkovních gólů byla z turnaje vyřazena.

#### Sezóna 2014/15
Jiménez zahájil turnaj Apertura 2014 velmi dobře, když v prvních třech hrách zaznamenal čtyři góly. 4. srpna, vstřelil hattrick a asistoval Oribemu Peraltovi při čtvrtém gólu. Zápas skončil 4:0. Jiménez odehrál svůj poslední zápas za Américu dne 9. srpna 2014 proti Tigres UANL.

### Atlético Madrid
Dne 13. srpna 2014 Atlético Madrid dosáhlo dohody s klubem América, a tak Raúl přestoupil do Atlética za cenu okolo 11 miliónů euro. Následující den podepsal šestiletou dohodu po absolvování lékařské prohlídky. Jiménez debutoval 16. srpna, ve finále přátelského předsezónního turnaje Ramón de Carranza Trophy proti Sampdorii, odehrál v zápase 79 minut a pomohl k výhře 2:0.
Jiménez provedl svůj soutěžní debut v prvním zápase Supercopy de España 19. srpna, remíza 1:1 proti Real Madridu, když odehrál posledních 12 minut po nahrazení Maria Mandžukiće. Jiménez hrál i v druhém zápase. V 73. minutě zápasu nahradil Antoineho Griezmanna, zápas skončila výhrou 1:0, a tak se Atlético mohlo radovat z trofeje.
Jiménez debutoval v La Lize 25. srpna 2014 v remízu proti Rayu Vallecano. Svůj první ligový gól vstřelil 27. září, když zvítězil 4:0 proti Seville. Byla to jeho jediná trefa za madridský celek.

### Benfica
Dne 9. srpna 2015 Jiménez, od kterého se očekávalo, že odejde hostovat do londýnského West Hamu, neprošel lékařskou prohlídkou. Některé zprávy tvrdily, že zmeškal svůj let do Londýna poté, co zaspal.

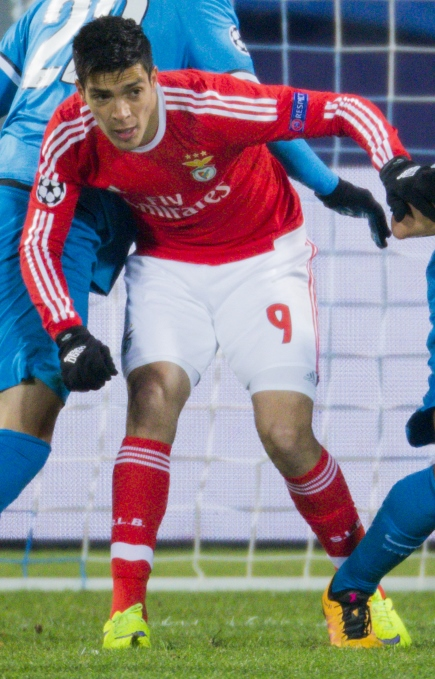
Raúl Jiménez proti Zenitu (2016)

Dne 13. srpna 2015 se Jiménez připojil k portugalským šampionům Benfice a podepsal pětiletou smlouvu. Benfica zaplatila Atléticu přes 9 milionu eur, aby přivedla Jiméneze do klubu.

#### Sezóna 2015/16
Jiménez vstřelil svůj první gól za Benficu 29. srpna v zápasu proti Moreirense, v 75. minutě skóroval a vyrovnal skóre 1:1, přičemž Benfica nakonec vyhrála zápas 3:2.
26. listopadu Jiménez vstřelil své první dva góly v Lize mistrů UEFA, když zachránil remízu 2:2 proti Astaně. Dne 9. března 2016 pomohl Benfice dosáhnout čtvrtfinále Ligy mistrů, když v osmifinále vyhrála Benfica 2:1 proti Zenitu Petrohrad. V 85. minutě zápasu Jimenéz vystřelil dalekonosnou ránu, kterou Yuri Lodygin vyrazil do břevna, míč se odrazil k Nicolásu Gaitánovi, který dorazil míč do sítě. Jiménez odehrál celý druhý zápas čtvrtfinálového utkání Ligy mistrů proti Bayern Mnichov a vstřelil první gól v remízě 2:2 na Estádiu da Luz; předchozí porážka 1:0 však znamenala, že Benfica byla ze soutěže vyřazena.
24. dubna vstřelil v lize další vítězná gól, tentokrát vstřelil jediný gól utkání proti Rio Ave a pomohl tak Benfice k zisku ligového titulu. 15. května nastoupil Jiménez, jako náhradník, do druhé poloviny do ligového zápasu proti Nacionalu; čerství ligoví šampioni zápas vyhráli 4:1. O pět dní později ukončil sezónu gólem z penalty při výhře 6: 2 nad Marítimem ve finále Taçy da Liga, stal se tak nejlepším střelcem soutěže se čtyřmi góly.

#### Sezóna 2016/17
Dne 21. července 2016 bylo oznámeno, že Benfica koupila zbývajících 50% ekonomických práv na Jiméneze za 12 milionů eur. Tím se částka za jeho přestup vyšplhala na přibližně 22 milionů eur, čímž se Jiménez stal nejdražším hráčem, který přestoupil z Portugalska (to však zůstává neopodstatněné, protože 10 milionů eur, které Benfica utratila v roce 2015, zahrnovalo i různé jiné náklady než poplatek za přestup) a také nejdražším mexickým hráčem. V této sezoně hrál ve finále Taça de Portugal, které Benfica zvítězil nad Vitóriou de Guimarães.

#### Sezóna 2017/18
Jiménez vstřelil gól na 3:1 v portugalském Superpoháru nad Vitórií de Guimarães. 17. prosince odehrál svůj 100. zápas za Benficu ve všech soutěžích (vítězství 5:1 nad Tondelou).

### Wolverhampton Wanderers

#### Sezóna 2018/19 (hostování)
Dne 12. června 2018 Benfica zapůjčila Raúla Jiméneze Wolverhamptonu Wanderers, který právě postoupil do anglické Premier League, na sezónní hostování za poplatek 3 miliony eur, s opcí na přestup ve výši 38 milionů eur. Dne 29. června bylo oznámeno, že prodloužil smlouvu s Benficou až do června 2021, což stihl ještě před svým odchodem do Anglie.
Jiménez debutoval s týmem 22. července v přátelském zápasu proti VfL Bochum, kde se mu nepodařilo proměnit pokutový kop, byla to jeho první neproměněná penalta v kariéře. 11. srpna Jiménez debutoval v Premier League v zápase proti Evertonu, v tomto utkání vstřelil i vyrovnávací gól, kterým zajistil remízu 2:2. 16. září Jiménez vstřelil jediný gól utkání v zápasu nad Burnley. Dne 22. září přihrál na gól Joãovi Moutinhovi, což vedlo k vyrovnání ligového zápasu proti Manchesteru United. Dne 29. září asistoval Ivanu Cavaleirovi, který vstřelil první gól utkání v zápase proti Southamptonu. 6. října Jiménez přihrál na gól Mattu Dohertymu při vítězství 1:0 nad Crystal Palace; byla to jeho třetí asistence v sezóně.. 11. listopadu poskytl další asistenci Ivanu Cavaleirovi při remíze 1:1 proti Arsenalu. Jiménez vstřelil první domácí ligový gól v zápase proti Chelsea na Molineux 5. prosince.  Jiménez vstřelil úvodní branku zápasu proti Bournemouthu 15. prosince. Bylo to poprvé, co Wolves vyhráli tři po sobě jdoucí zápasy v Premier League, která vznikla v roce 1992, a poprvé, co Wolves vyhráli tři zápasy v řadě v nejvyšší anglické lize od roku 1980.
Dne 10. března 2019, svým dvanáctým gólem sezóny v zápase proti Chelsea, předběhl Stevena Fletchera, jako hráč Wolverhamptonu s nejvíce góly Premier League v jediné sezóně. O šest dní později Jiménez vstřelil gól v domácím vítězství 2:1 nad Manchesterem United a slavil s týmem postup do semifinále FA Cupu; to byl jeho třetí gól v poháru a patnáctá trefa v sezóně.
Dne 4. dubna 2019 bylo oznámeno, že Wolves využijí opce ve výši 38 milionů eur, Jiménez podepsal čtyřletou smlouvu. Raúlův přestup se tak stal klubovým rekordem, když předběhl přestup Adamy Traóreho, který stál 18 miliónů liber.
27. dubna vstřelil svůj 13. gól v Premier League, když zblízka překonal gólmana Watfordu Bena Fostera, na gól mu na milimetr přesně přihrál Diogo Jota. Stal se tak hráčem Wolverhamptonu s největším počtem vstřelených gólů v jedné sezóně Premier League. Jiménez vstřelil 17 gólů ve všech soutěžích a zakončil sezónu tím, že byl 15. května zvolen klubovým hráčem sezóny.

#### Sezóna 2019/20
Dne 1. srpna vstřelil svůj 50. a 51. gól v Evropě poté, co se ve druhém kvalifikačním kole Evropské ligy UEFA 2019/2020 započítal zapsal mezi střelce v zápasu proti severoirským Crusaders. Ve třetím předkole Jiménez skóroval další branku, čímž pomohl Wolves vítězství v prvním zápase nad arménským FC Pyunik. Svůj první gól sezóny v Premier League vstřelil 25. srpna proti Burnley v 97. minutě z pokutového kopu. 2. listopadu skóroval v 76. minutě srovnávací gól v zápase proti Arsenalu, který skončil 1:1. 28. listopadu vstřelil branku a poskytl dvě asistence v zíúase proti portugalské Braze. V důsledku jeho listopadových výkonů byl Jiménez zvolen hráčem měsíce v Premier League.
27. prosince Jiménez při výhře Wolves dal druhý gól v domácím vítězství nad Manchesterem City. Vstřelil již svou osmou branku v Premier League a celkově 17. ve všech soutěžích, čímž dorovnal jeho střeleckou formu z předchozí sezóny. Dne 18. ledna vstřelil dva góly v zápase proti Southamptonu a stal se tak dosavadně nejlepším střelcem Premier League. Dne 20. června Jiménez zlomil svůj vlastní rekord v počtu vstřelených gólů hráče Wolves v jediné sezóně Premier League, poté, co vstřelil hlavičkou gól při vítězství nad West Hamem, byl to jeho 14. gól v Premier League. Sezónu zakončil s celkem 27 góly a byl součástí týmu, který se dostal až do čtvrtfinále Evropské ligy, ale při jejich vyřazení proti španělské Seville neproměnil penaltu v prvním poločase. Navzdory tomu byl fanoušky i jeho spoluhráči zvolen hráčem sezóny Wolves.

#### Sezóna 2020/21
14. září odehrál Jiménez jeho 100. zápas za Wolves v prvním ligovém zápase sezóny, v tomto zápasu proti Sheffieldu United vstřelil vítězný gól už ve třetí minutě. Za výkon byl společností BBC Sport jmenován Mužem zápasu. 3. října podepsal Jiménez prodloužení smlouvy o čtyři roky s Wolves. 29. listopadu, v páté minutě zápasu proti Arsenalu na Emirates Stadium v Premier League, zůstal Jiménez po hlavičkovém souboji s Davidem Luizem v bezvědomí. Ačkoli Luiz pokračoval ve hře po zbytek prvního poločasu s lehkými zraněními, Jiménez musel být odnesen na nosítkách a byl okamžitě převezen do nemocnice pro těžký otřes mozku. Ještě v noci pak devětadvacetiletého mexického reprezentanta v londýnské nemocnici operovali. Následujícího rána se potvrdilo, že při střetu s Luizem utrpěl frakturu lebky.

#### Sezóna 2021/22
Jiménez se na hřiště vrátil poprvé od zranění hlavy v létě 2021 v rámci předsezónní přípravy. Klub však oznámil, že Raúl bude muset po zbytek své kariéry nosit chráněnou koženou helmou.
Jiménez skóroval poprvé od svého návratu ze zranění při svém šestém zápase v sezóně 2021/22, při výhře 1:0 nad Southamptonem. Jiménez dostal svou první červenou kartu v dresu Wolves poté, co dostal dvě žluté karty během jedné minuty prvního poločasu utkání s Manchesterem City na Etihad Stadium.

## Reprezentační kariéra

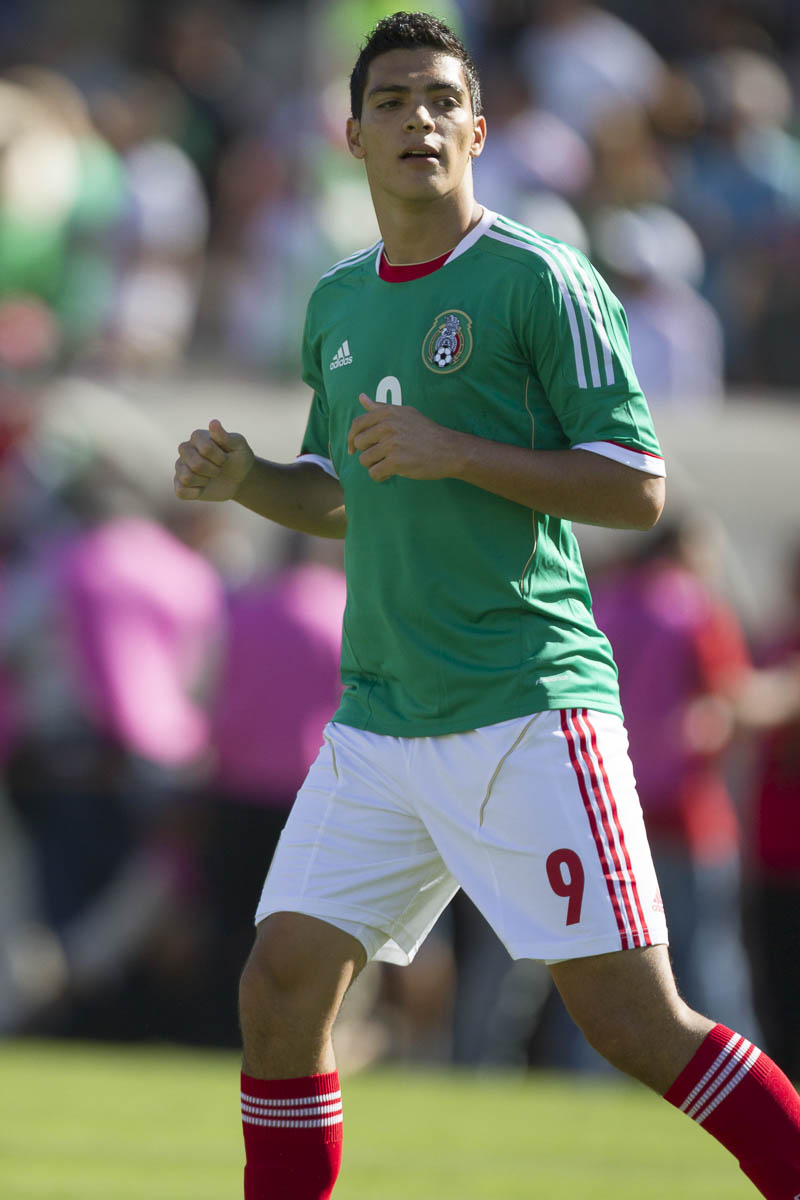
Raúl Jiménez v dresu mexické reprezentace (2014)

V roce 2012 byl Jiménez vybrán trenérem Luisem Fernandem Tenou, aby se zúčastnil turnaje Tournoi de Toulon s reprezentačním výběrem do 23 let. Jiménezovi se podařilo v semifinále 30. května dosáhnout gólu při vítězství nad Nizozemskem. Mexiko následně vyhrálo i finále, když porazilo Turecko 3:0, přičemž Jiménez odehrál 65 minut.
26. července provedl svůj olympijský debut ve skupinovém utkání proti Jižní Koreji, který skončil remízou 0:0, přičemž Jiménez přišel jako náhradník. V zápasech proti Švýcarsku, Senegalu, Japonsku a Brazílii ve finále nastupoval opět pouze z lavičky. Mexiko dále porazilo Brazílii 2:1 a získalo tak zlatou medaili.

### Seniorská reprezentace
Jiménez debutoval za národní tým v utkání proti Dánsku dne 30. ledna 2013, nastoupil do druhé poloviny zápasu.

##### Konfederační pohár 2013
Dne 20. května 2013 byl Jiménez jmenován do výběru, který se účastnil Poháru konfederací FIFA 2013, který se konal v Brazílii. Raúl nastoupil do všech třech skupinových utkání, ve kterých odehrál dohromady 96 minut.

#### Zlatý pohár 2013
Dne 26. června 2013 bylo oznámeno, že Jiménez byl zařazen do mexického týmu pro Zlatý pohár CONCACAF 2013, když nahradil záložníka Davida Cabreru v důsledku zranění. Byl členem základní jedenáctky a hrál v každém skupinovém utkání, podařilo se mu skórovat proti Kanadě při vítězství 2:0. Dne 20. července Jiménez vstřelil jediný gól utkání ve čtvrtfinálovém zápase proti Trinidadu a Tobago. Mexiko bylo pak v semifinále vyřazeno Panamou.

#### Mistrovství světa 2014
Během kvalifikačního zápasu na Mistrovství světa proti Panamě 11. října 2013, ve kterém Mexiko potřebovalo vítězství k postupu na závěrečný turnaj, vstřelil Jiménez vítěznou branku nůžkami, Mexičané zápas vyhráli 2:1; tato branka vyhrála anketu CONCACAF gól roku 2013.
Dne 5. června 2014 byl Jiménez potvrzen jako poslední hráč 23členného výběru trenéra Miguela Herrery, který se účastnil Mistrovství světa 2014. Jiménez debutoval na světovém poháru proti hostitelské zemi Brazílii, když v 84. minutě nahradil Giovaniho dos Santose.

#### Copa América 2015
Ve druhém zápase Mexika na turnaji Copa América v roce 2015 proti domácímu Chile Jiménez dal gól hlavou po rohu na 2:1, zápas však skončil remízou 3:3. Ve dalším zápase, proti Ekvádoru, dne 19. června skóroval z penalty poté, co Gabriel Achilier fauloval Huga Ayalu, ale porážka 1:2 vyřadila Mexiko z turnaje, skončili totiž na posledním místě v základní skupině.

#### Copa América Centenario
Jiméneze byl povolán Juanem Carlosem Osoriem na Copu América Centenario v roce 2016. Odehrál tři zápasy, ve kterých se však střelecky neprosadil.

#### Konfederační pohár 2017

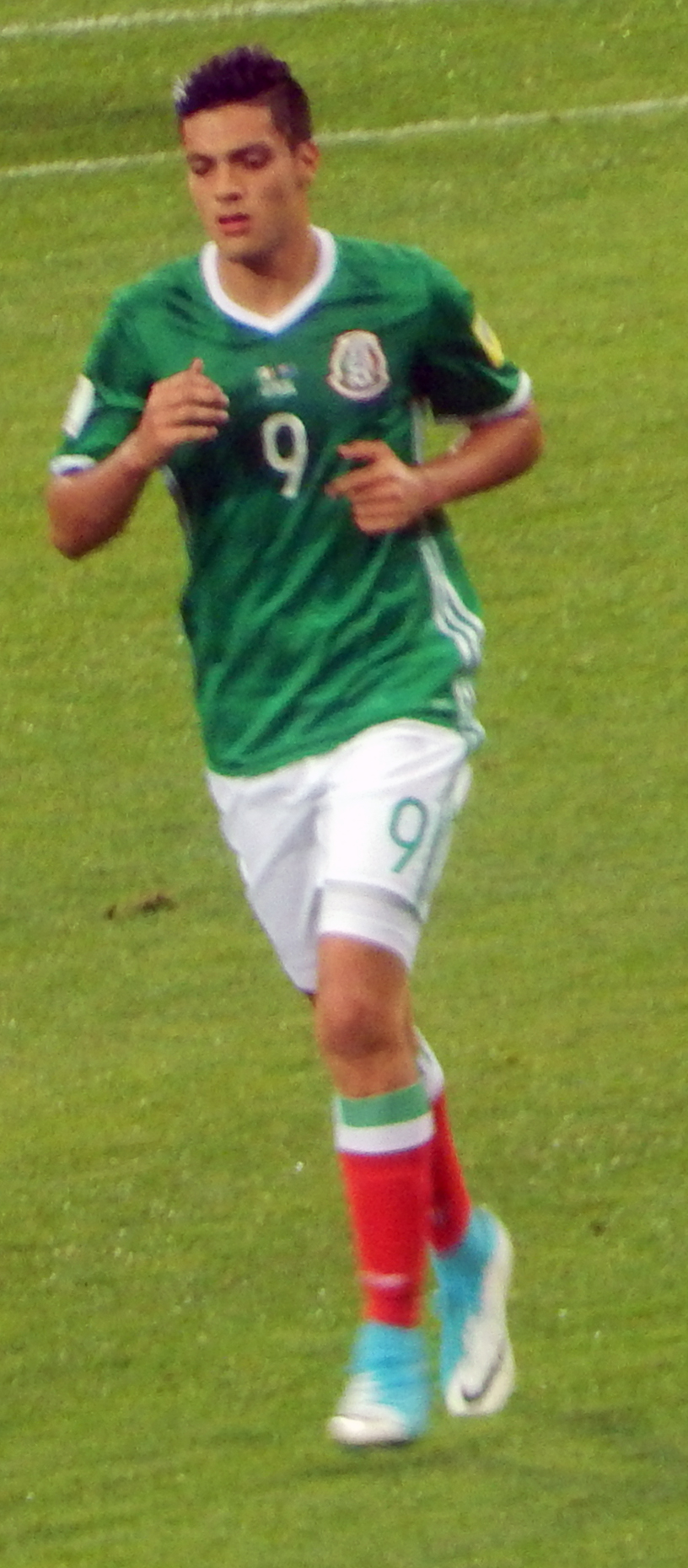
Jiménez v zápasu Konfederačního poháru (2017)

Jiménez byl zařazen na mexickou soupisku ke Konfederačnímu poháru 2017. Svůj jediný gól na turnaji vstřelil proti Novému Zélandu, když srovnával na 1:1. Mexická reprezentace pak dokázala zápas otočit a vyhrála 2:1.

#### Mistrovství světa 2018
Jiménez byl jmenován do mexického 23členného finálového týmu na Mistrovství světa v Rusku v roce 2018. Jako náhradník se objevil jak v prvním skupinovém utkání proti Německu, tak v osmifinálovém zápase proti Brazílii, ale střelecky se neprosadil.

#### Zlatý pohár 2019
5. června 2019 byl Jiménez zařazen do mexického týmu pro Zlatý pohár CONCACAF. V zápase proti Kubě Jiménez skóroval dvakrát při vítězství 7:0. Svou třetí branku na turnaji vstřelil při vítězství 3:2 nad Martinikem. Ve čtvrtfinálovém utkání proti Kostarice skóroval a následně neproměnil penaltu, nicméně i přesto se podařilo Mexiku přes Kostariku postoupit. Jiménez vstřelil jediný gól semifinálového zápasu proti Haiti. Ve finále proti Spojeným státům, Jiménez asistoval při gólu Jonathana dos Santose, který byl jediný v zápase, a tak Mexiko vyhrálo jejich osmý Zlatý pohár. Byl vyhlášen nejlepším hráčem turnaje, hrál ve všech šesti mexických zápasech a vstřelil pět gólů.

#### Liga národů 2019/20
Dne 15. listopadu 2019 si Jiménez připsal dvě branky a asistenci při výhře 3:0 nad Panamou.

## Styl hry
Jiménez je známý svou fyzickou přítomností v pokutovém území, stejně jako svou schopností udržet míč na své kopačce a jeho nebezpečnosti ve vzduchu, což mu umožňuje proměňovat vysoké centry v góly, nebo přihrát míč dozadu a uvést ostatní do hry. Navzdory své výšce však byl popsán nejen jako „tradiční číslo devět“, ale také jako „dobře vyvinutý hráč“. Jeho styl hraní je podobný stylu Zlatana Ibrahimoviće. Jiménez je také známý pro svou úspěšnost při pokutových kopech.

## Statistiky

### Klubové
K zápasům odehraných k 15. lednu 2022
| Klub                  | Sezóna  | Liga           | Liga   | Liga | Národní pohár | Národní pohár | Ligový pohár | Ligový pohár | Kontinentální poháry | Kontinentální poháry | Ostatní | Ostatní | Celkem | Celkem |
| Klub                  | Sezóna  | Liga           | Zápasy | Góly | Zápasy        | Góly          | Zápasy       | Góly         | Zápasy               | Góly                 | Zápasy  | Góly    | Zápasy | Góly   |
| --------------------- | ------- | -------------- | ------ | ---- | ------------- | ------------- | ------------ | ------------ | -------------------- | -------------------- | ------- | ------- | ------ | ------ |
| Club América          | 2011/12 | Liga MX        | 18     | 2    | —             | —             | —            | —            | —                    | —                    | —       | —       | 18     | 2      |
| Club América          | 2012/13 | Liga MX        | 39     | 14   | 5             | 0             | —            | —            | —                    | —                    | —       | —       | 44     | 14     |
| Club América          | 2013/14 | Liga MX        | 35     | 16   | —             | —             | —            | —            | 2                    | 2                    | —       | —       | 37     | 18     |
| Club América          | 2014/15 | Liga MX        | 4      | 4    | —             | —             | —            | —            | 0                    | 0                    | —       | —       | 4      | 4      |
| Club América          | Celkem  | Celkem         | 96     | 36   | 5             | 0             | —            | —            | 2                    | 2                    | —       | —       | 103    | 38     |
| Atlético Madrid       | 2014/15 | La Liga        | 21     | 1    | 4             | 0             | —            | —            | 1                    | 0                    | 2       | 0       | 28     | 1      |
| Atlético Madrid       | Celkem  | Celkem         | 21     | 1    | 4             | 0             | —            | —            | 1                    | 0                    | 2       | 0       | 28     | 1      |
| Benfica               | 2015/16 | Primeira Liga  | 28     | 5    | 2             | 0             | 5            | 4            | 10                   | 3                    | —       | —       | 45     | 12     |
| Benfica               | 2016/17 | Primeira Liga  | 19     | 7    | 4             | 3             | 2            | 0            | 6                    | 1                    | 0       | 0       | 32     | 11     |
| Benfica               | 2017/18 | Primeira Liga  | 33     | 6    | 2             | 0             | 2            | 1            | 5                    | 0                    | 1       | 1       | 43     | 8      |
| Benfica               | Celkem  | Celkem         | 80     | 18   | 8             | 3             | 9            | 5            | 21                   | 4                    | 2       | 1       | 120    | 31     |
| Wolverhampton (host.) | 2018/19 | Premier League | 38     | 13   | 6             | 4             | —            | —            | —                    | —                    | —       | —       | 44     | 17     |
| Wolverhampton         | 2019/20 | Premier League | 38     | 17   | 2             | 0             | —            | —            | 15                   | 10                   | —       | —       | 55     | 27     |
| Wolverhampton         | 2020/21 | Premier League | 10     | 4    | —             | —             | 1            | 0            | —                    | —                    | —       | —       | 11     | 4      |
| Wolverhampton         | 2021/22 | Premier League | 19     | 4    | 1             | 0             | 0            | 0            | —                    | —                    | —       | —       | 20     | 4      |
| Wolverhampton         | Celkem  | Celkem         | 105    | 38   | 9             | 4             | 1            | 0            | 15                   | 10                   | —       | —       | 130    | 52     |
| Celkem                | Celkem  | Celkem         | 302    | 93   | 26            | 7             | 10           | 5            | 39                   | 16                   | 4       | 1       | 340    | 122    |

1. ↑  Zápasy v Copě MX, Copě del Rey, Taça de Portugal a FA Cupu
2. ↑  Zápasy v Taça da Liga a EFL Cupu
3. ↑  Zápasy v Lize mistrů CONCACAF
4. 1 2 3 4  Zápasy v Lize mistrů UEFA
5. ↑  Zápasy ve Španělském superpoháru
6. ↑  Zápasy v Portugalském superpoháru
7. ↑  Zápasy v Evropské lize UEFA

### Mezinárodní
K zápasům odehraným k 18. prosince 2021
| Mexiko | Mexiko | Mexiko |
| Rok    | Zápasy | Góly   |
| ------ | ------ | ------ |
| 2013   | 20     | 4      |
| 2014   | 8      | 2      |
| 2015   | 14     | 3      |
| 2016   | 7      | 1      |
| 2017   | 12     | 4      |
| 2018   | 9      | 2      |
| 2019   | 12     | 8      |
| 2020   | 4      | 3      |
| 2021   | 5      | 1      |
| Celkem | 87     | 25     |

K zápasu odehranému 17. listopadu 2020. Skóre a výsledky Mexika jsou vždy zapisovány jako první
| Gól | Datum              | Místo                                                      | Soupeř            | Skóre | Výsledek | Soutěž                                     |
| --- | ------------------ | ---------------------------------------------------------- | ----------------- | ----- | -------- | ------------------------------------------ |
| 1.  | 11. července 2013  | CenturyLink Field, Seattle, Spojené státy americké         | Kanada            | 1:0   | 2:0      | Zlatý pohár CONCACAF 2013                  |
| 2.  | 20. července 2013  | Georgia Dome, Atlanta, Spojené státy americké              | Trinidad a Tobago | 1:0   | 1:0      | Zlatý pohár CONCACAF 2013                  |
| 3.  | 11. října 2013     | Estadio Azteca, Mexico City, Mexiko                        | Panama            | 2:1   | 2:1      | Kvalifikace na Mistrovství světa 2014      |
| 4.  | 13. listopadu 2013 | Estadio Azteca, Mexico City, Mexiko                        | Nový Zéland       | 2:0   | 5:1      | Kvalifikace na Mistrovství světa 2014      |
| 5.  | 18. listopadu 2014 | Borisov Arena, Borisov, Bělorusko                          | Bělorusko         | 1:0   | 2:3      | Přátelský zápas                            |
| 6   | 18. listopadu 2014 | Borisov Arena, Borisov, Bělorusko                          | Bělorusko         | 2:1   | 2:3      | Přátelský zápas                            |
| 7.  | 15. června 2015    | Estadio Nacional, Santiago, Chile                          | Chile             | 2:1   | 3:3      | Copa América 2015                          |
| 8.  | 19. června 2015    | Estadio El Teniente, Rancagua, Chile                       | Ekvádor           | 1:2   | 1:2      | Copa América 2015                          |
| 9.  | 4. září 2015       | Stadion Rio Tinto, Sandy, Spojené státy americké           | Trinidad a Tobago | 2:2   | 3:3      | Přátelský zápas                            |
| 10. | 2. září 2016       | Estadio Cuscatlán, San Salvador, Salvador                  | Salvador          | 3:1   | 3:1      | Kvalifikace na Mistrovství světa FIFA 2018 |
| 11. | 1. června 2017     | MetLife Stadium, East Rutherford, Spojené státy americké   | Irsko             | 2:0   | 3:1      | Přátelský zápas                            |
| 12. | 8. června 2017     | Estadio Azteca, Mexico City, Mexiko                        | Honduras          | 3:0   | 3:0      | Kvalifikace na Mistrovství světa FIFA 2018 |
| 13. | 21. června 2017    | Olympijský stadion Fisht, Soči, Rusko                      | Nový Zéland       | 1:1   | 2:1      | Konfederační pohár FIFA 2017               |
| 14. | 13. listopadu 2017 | Stadion Energa Gdaňsk, Gdaňsk, Polsko                      | Polsko            | 1:0   | 1:0      | Přátelský zápas                            |
| 15. | 7. září 2018       | NRG Stadium, Houston, Spojené státy americké               | Uruguay           | 1:1   | 1:4      | Přátelský zápas                            |
| 16. | 11. října 2018     | Estadio Universitario, San Nicolás de los Garza, Mexiko    | Kostarika         | 3:2   | 3:2      | Přátelský zápas                            |
| 17. | 22. března 2019    | Stadion SDCCU, San Diego, Spojené státy americké           | Chile             | 1:0   | 3:1      | Přátelský zápas                            |
| 18. | 15. června 2019    | Rose Bowl, Pasadena, Spojené státy americké                | Kuba              | 2:0   | 7:0      | Zlatý pohár CONCACAF 2019                  |
| 19. | 15. června 2019    | Rose Bowl, Pasadena, Spojené státy americké                | Kuba              | 5:0   | 7:0      | Zlatý pohár CONCACAF 2019                  |
| 20. | 23. června 2019    | Bank of America Stadium, Charlotte, Spojené státy americké | Martinik          | 2:1   | 3:2      | Zlatý pohár CONCACAF 2019                  |
| 21. | 29. června 2019    | NRG Stadium, Houston, Spojené státy americké               | Kostarika         | 1:0   | 1:1      | Zlatý pohár CONCACAF 2019                  |
| 22. | 2. července 2019   | State Farm Stadium, Glendale, Spojené státy americké       | Haiti             | 1:0   | 1:0      | Zlatý pohár CONCACAF 2019                  |
| 23. | 15. listopadu 2019 | Estadio Rommel Fernández, Panama City, Panama              | Panama            | 1:0   | 3:0      | Liga Národů CONCACAF 2019/20               |
| 24. | 15. listopadu 2019 | Estadio Rommel Fernández, Panama City, Panama              | Panama            | 3:0   | 3:0      | Liga Národů CONCACAF 2019/20               |
| 25. | 7. října 2020      | Johan Cruyff Arena, Amsterdam, Nizozemsko                  | Nizozemsko        | 1:0   | 1:0      | Přátelský zápas                            |
| 26. | 14. listopadu 2020 | Stadion Wiener Neustadt, Vídeňské Nové Město, Rakousko     | Jižní Korea       | 1:1   | 3:2      | Přátelský zápas                            |
| 27. | 17. listopadu 2020 | Liebenauer Stadium, Štýrský Hradec, Rakousko               | Japonsko          | 1:0   | 2:0      | Přátelský zápas                            |

## Ocenění

### Klubové
Club América
- Liga MX: Clausura 2013

Atlético Madrid
- Supercopa de España: 2014

Benfica
- Primeira Liga: 2015/16, 2016/17
- Taça de Portugal: 2016/17
- Taça da Liga: 2015/16
- Portugalský superpohár: 2016, 2017

### Reprezentační
Mexiko U23
- Toulon Tournament: 2012
- Letní olympijské hry: 2012

Mexiko
- Zlatý pohár CONCACAF: 2019

### Individuální
- CONCACAF Gól roku: 2013
- Nejlepší střelec Taça da Liga: 2015/16[127]
- Nejlepší hráč sezóny Wolverhamptonu Wanderers: 2018/19, 2019/20[128]
- Nejlepší střelec Zlatého poháru CONCACAF: 2019
- Nejlepší jedenáctka Zlatého poháru CONCACAF: 2019[129]
- Hráč měsíce Premier League: Listopad 2019